# Petrochelidon spilodera

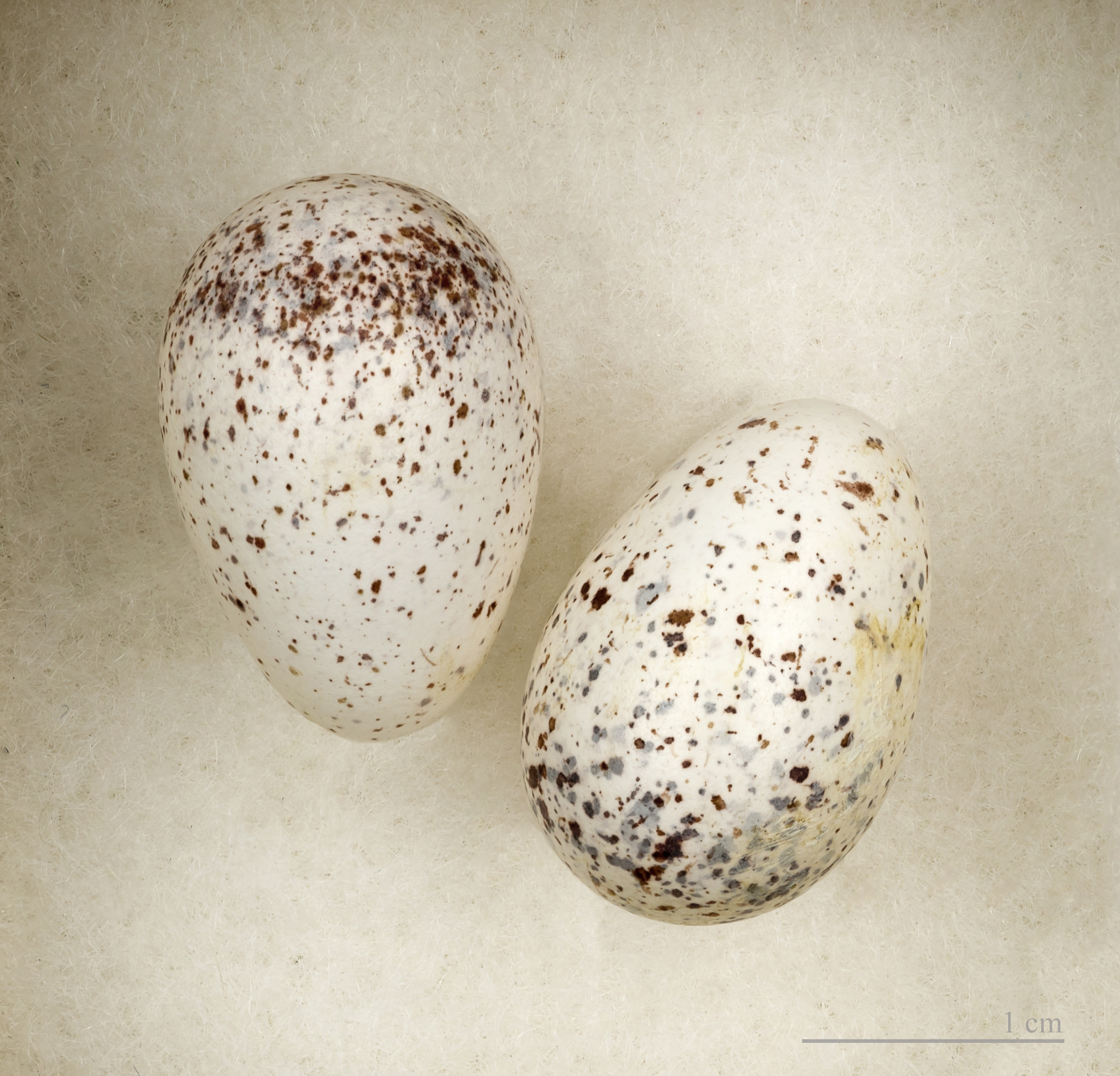
Petrochelidon spilodera

Petrochelidon spilodera là một loài chim trong họ Hirundinidae.